# Чекилев
Чекилев (Чикилев)— хутор в Неклиновском районе Ростовской области.
Входит в состав Фёдоровского сельского поселения.

## География
От Таганрога до Фёдоровки на автобусе всего час с небольшим. Далее мимо Ефремовки, через несколько минут дорога спустится к речке Сухой Еланчик и возьмёт подъём к большому зелёному селу с кирпичной мельницей. От северной окраины села хорошо видны домишки хутора Чекилёва, расположенного в низине на левом берегу Еланчика, сразу за переходом Макарышка — так старожилы до сих пор называют мостик на перекате.
На хуторе имеется одна улица — Солнечная.

## История

### Род Чикилевых
История хутора связана древним казачьим родом Чикилёвых.
13 (25) августа 1800 года было объявлено об открытии в Черкасске (Новочеркасск) Комиссии военного суда по ордеру атамана Войска Донского генерала Орлова. Ордер предписывал учредить комиссию для разбора обвинений Евграфа Грузинова в «оскорблении Императорского Величества и других преступлениях». Комиссия была весьма представительна по своему составу:
- председатель (презус): генерал-майор Родионов (Первый),
- члены комиссии: войсковые старшины Чикилев (Первый), Щедров (Второй), полковники Слюсарев (Первый) и Агеев (Первый), подполковники Леонов и Иловайский (Седьмой),
- секретарь комиссии: есаул Един (Третий).

Чикилев А. А. — участник Отечественной войны 1812 года.
Донской казачий полк Чикилева (командир — войсковой старшина А. Ф. Чикилев) в начале Отечественной войны 1812 года находился в составе 3-й Западной армии. 11 ноября калмыцкий полк вместе с казачьими полками Назарова и Чикилева разбили врага у деревни Речица.

### Возникновение хутора
Хутор Чекилёв возник задолго до основания усадьбы, когда войсковой старшина Александр Фёдорович Чикилёв определением войсковой канцелярии от 1802 года получил разрешение переселить сюда крестьян.
Есаул Аким Александрович Чикилёв (позже стали писать как Чекилёв) — по всей видимости, правнук основателя хутора, — выстроил себе в конце XIX века прекрасную усадьбу: высокий одноэтажный дом с крыльцом и треугольным фронтоном, амбары, конюшни для выездных и рабочих лошадей. Насадил тополя, дубы, ясени; в парке устроил пруд с родниковой водой (родник бил из-под горы). От главного дома парк спускался к речке, и напротив её самого глубокого места стояла купальня. Особой гордостью хозяина и его жены Марии Андреевны был сад с редчайшими сортами плодовых деревьев. Растения барин выписывал со всех концов света, их привозили ему и гости, люди грамотные и культурные, как сам Чикилёв. Кроме того, есаул-отставник держал пасеку; мёд, как и вино, хранился в огромных бочках, в прохладных просторных подвалах.
Во время Гражданской войны, после расправы с хозяином разделались и с садом в 37 гектаров: в этом преуспели созданная здесь в 1925 году коммуна имени Калинина и сменившая её в 1940-е годы сельскохозяйственная артель имени Мичурина. Дольше всех держались виноградники, — да и те не пережили антиалкогольной кампании 1980-х.
Пруд, куда купаться некогда ходил весь хутор, мало-помалу зарастал; колхозные коровы превращали его в зловонную лужу. В барском доме поочерёдно располагались кавалерийская школа, правление колхоза, больница, начальная школа, школьный трудовой лагерь. Потом долгое время здание стояло запущенным, и, может быть, его скоро совсем бы растащили по кирпичику, если бы не молодой предприниматель из Красноярска, организовавший на бывших колхозных угодьях небольшое фермерское хозяйство.

## Население
| 2010 |
| ---- |
| 145  |

## Достопримечательности
В хуторе находится господский дом бывшей усадьбы (Усадьба есаула Чикилёва А. А.).